# Guerra olandese-ahanta
La guerra olandese-ahanta fu un conflitto sorto tra i Paesi Bassi e il regno di Ahanta tra il 1837 e il 1839. All'inizio si trattava di una mera disputa economica tra gli ahanta e gli olandesi che avevano base nella Costa d'Oro olandese, ma alla fine il conflitto si aggravò sino a concludersi con l'impiccagione del re di Ahanta, Badu Bonsu II ed il passaggio dello stato di Ahanta come protettorato olandese.

## Antefatto

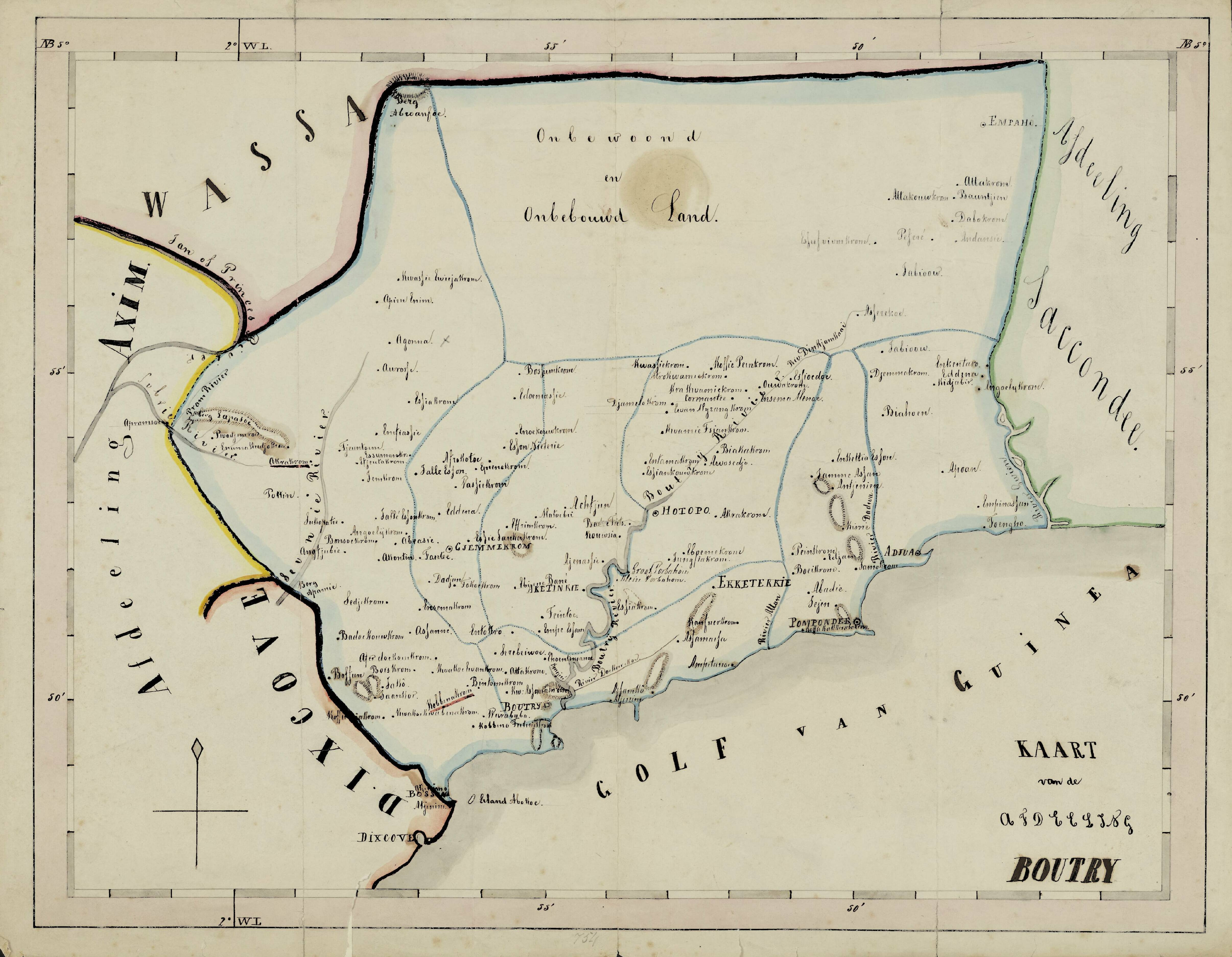
Mappa del distretto di Butre, realizzata nel 1859 dal residente olandese di Fort Batenstein. La città di Busua, di cui Badu Bonsu II era capo, si trova sulla costa, al confine tra il distretto di Butre e quello inglese di Dixcove.

Da quando le potenze europee si erano insediate con avamposti commerciali nella Costa d'Oro e sino alla seconda metà del XIX secolo, ebbero poco interesse nel controllo territoriale dell'area al di fuori dei loro forti, cercando invece accordi con la popolazione locale. Così si comportarono pure gli olandesi. Dopo aver scalzato la Compagnia dell'Africa svedese dal regno di Ahanta, nell'area occidentale dell'attuale stato africano del Ghana, siglarono il trattato di Butre con gli ahanta nel 1656, che nominalmente sottoponeva lo stato di Ahanta al governo olandese e permetteva agli olandesi di commerciare con la popolazione locale dalla loro base di Fort Batenstein.
Se inizialmente le potenze europee si portavano in Costa d'Oro prevalentemente per commerciare in oro, a partire dalla seconda metà del XVII secolo iniziò a prendere piede il mercato degli schiavi. Questo mercato ebbe un immediato blocco dall'approvazione dello Slave Trade Act 1807 da parte del Regno Unito, il quale venne pure recepito dagli olandesi con decreto reale del giugno del 1814 e col trattato anglo-olandese sul commercio degli schiavi siglato nel maggio del 1818. Questi cambiamenti economici causarono delle tensioni tra le popolazioni costiere della Costa d'Oro e le potenze europee con cui commerciavano. Cercando di riportare la colonia in profitto, gli olandesi inviarono una grande missione diplomatica nell'Impero Ashanti, nell'entroterra della Costa d'Oro, all'inizio del 1837 sotto la guida del generale Jan Verveer. Il primo proposito di questa missione era quello di tentare gli ashanti, con cui gli olandesi erano alleati sin dalla missione diplomatica guidata da David van Nyendael nel 1702, a firmare un trattato che permetteva agli olandesi di reclutare dei Belanda Hitam, soldati locali, per il loro esercito coloniale. Il successo della missione venne guardato con sospetto dagli altri popoli che abitavano la Costa d'Oro.

## Il corso della guerra

### Il conflitto originario

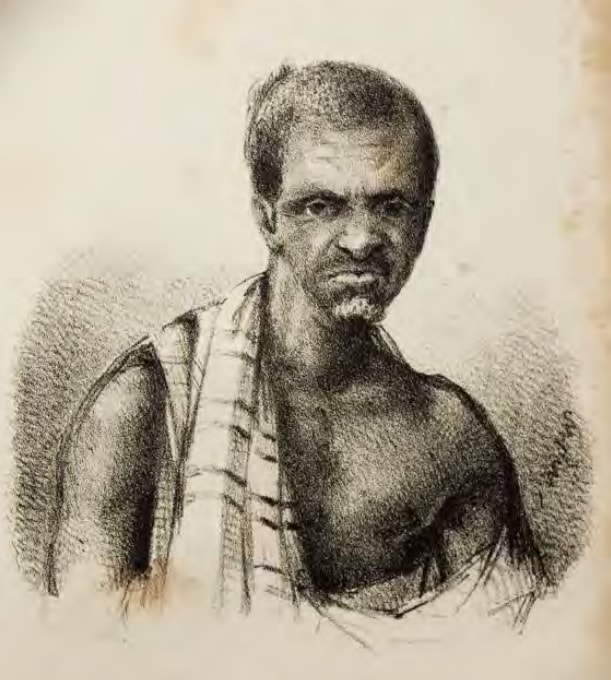
Badu Bonsu II, ritratto nel 1839

Dai primi anni '30 dell'Ottocento, gli olandesi avevano avuto relazioni difficili col re di Ahanta, Badu Bonsu II, che aveva il proprio palazzo nella città di Busua. Secondo Tengbergen e Douchez, la causa diretta di quello che poi divenne un vero e proprio conflitto armato tra olandesi ed ahanta, fu la disputa che Badu Bonsu II ebbe personalmente col capo Etteroe di Sekondi. Etteroe aveva rapito una moglie e uno dei figli di re Badu Bonsu per un debito di 400 grammi d'oro che Badu Bonsu II aveva con lui. Re Badu Bonsu II, ad ogni modo, venne a sapere che Etteroe stava commerciando polvere da sparo con il vicino stato di Wassa, con cui gli ahanta erano in conflitto, e questo tipo di commercio era stato proibito da Badu Bonsu II agli stati che volevano essergli alleati.
Dopo che Badu Bonsu II ebbe saldato il suo debito con Etteroe, ad ogni modo, la donna e il bambino vennero rilasciati, ma Badu Bonsu II chiese a Etteroe un incontro in presenza del comandante olandese Gerard Smulders di Fort San Sebastian presso la città di Shama. Badu Bonsu II accusò pubblicamente di Etteroe di aver violato il bando posto sul traffico di polvere da sparo con Wassa e Etteroe venne condannato a pagare una multa di 170 grammi d'oro ed a pagare le spese del processo per un costo di altre 8 226 grammi d'oro, somma che più o meno equivaleva la somma pagata in precedenza da Badu Bonsu II a Etteroe.
Poco dopo, Etteroe accusò Badu Bonsu II di estorsione, il che portò il comandante Smulders a convocare nuovamente Badu Bonsu II a Fort San Sebastian. Il comandante Smulders non presenziò all'arrivo di Badu Bonsu, ad ogni modo, probabilmente perché anche Badu Bonsu II aveva dei debiti con lui e non voleva umiliarlo, ma Badu Bonsu II si sentì offeso e fece ritorno al suo palazzo, facendo sì che il comandante Smulders si portasse a riferire il caso al governatore di Elmina, Hendrik Tonneboeijer, il quale a sua volta convocò invano per ben tre volte Badu Bonsu II ad Elmina, ma invano.
Tonneboeijer inviò quindi il comandante militare di Elmina, George Maassen, presso il comandante Adriaan Cremer di Fort Batenstein a Butre, per prelevare Badu Bonsu II con la forza. Il 23 ottobre 1837, Badu Bonsu II giunse a Butre con una compagnia armata, ma si rifiutò di scalare la collina per raggiungere Fort Batenstein, preferendo discutere il caso nella casa del commerciante Anthonie Ruhle. Maassen e Cremer si portarono presso l'abitazione di Ruhle, dove seguì un alterco nel quale entrambi gli olandesi morirono.

### Le assemblee di Tonneboeijer e la forza di spedizione
Quando il giovane e inesperto governatore ad interim Tonneboeijer seppe della notizia, immediatamente riunì le sue forze di 130 uomini per attaccare Badu Bonsu II, lasciando Elmina appena due ore dopo, senza un piano d'attacco preciso. Sia il governatore inglese di Città del Capo sia il re di Elmina lo pregarono di posticipare l'attacco, mentre i comandanti di Fort San Sebastian a Shama e Fort Orange a Sekondi lo avvisarono del fatto che le sue forze erano troppo piccole e che si sarebbe trovato davanti ad un esercito ben più grande di quanto pensasse. Tonneboeijer, che già aveva la reputazione di essere una testa calda, non volle sentire ragioni e la mattina del 28 ottobre 1837 col suo esercito si trovò sulla spiaggia presso Takoradi. Nel giro di pochi minuti, 30 olandesi rimasero uccisi tra cui lo stesso Tonneboeijer e quattro altri ufficiali coloniali.
La notizia raggiunse Le Hague alla fine di febbraio del 1838, dove venne accolta con stupore e orrore. Il generale Jan Verveer, che era tornato nei Paesi Bassi da una missione nell'impero Ashanti, venne inviato nuovamente nella colonia per restaurarvi l'ordine. Assieme al tenente H. F. Tengbergen come secondo in comandò, partì la spedizione con 11 ufficiali e 200 soldati con l'obbiettivo di reprimere l'insurrezione. Sulle navi che partivano verso Elmina, vi erano il nuovo governatore, Hendrik Bosch, e i nuovi ufficiali amministrativi della colonia. Nel maggio del 1838, la spedizione sbarcò ad Elmina, dove vennero ricevuti dal governatore ad interim Anthony van der Eb.

### L'attacco di Verveer ad Ahanta

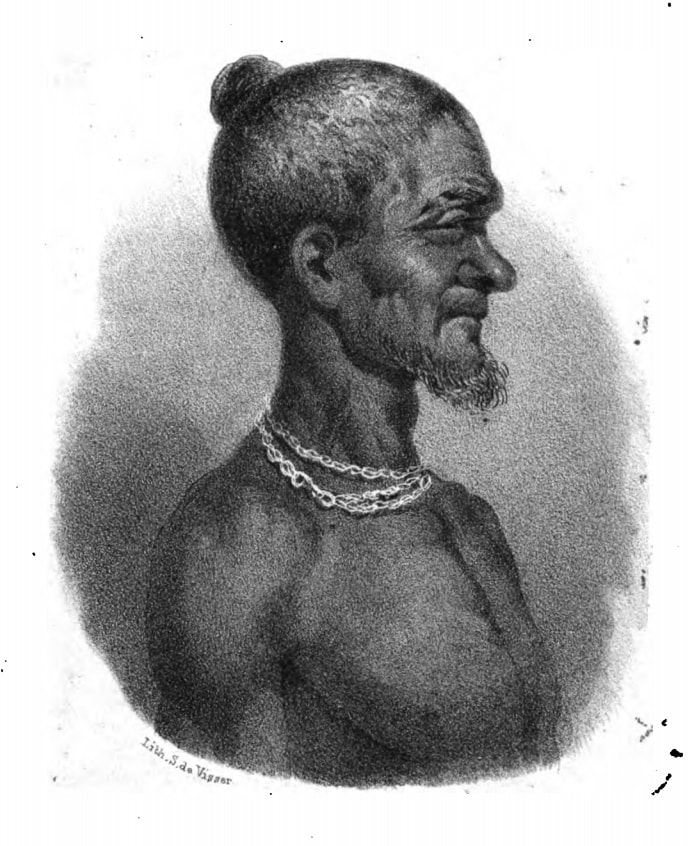
Ritratto di Badu Bonsu II disegnato dal luogotenente comandante W. Storb durante la prigionia del sovrano.

Dopo il suo arrivo, Verveer formò subito una coalizione con altri popoli della costa per attaccare gli Ahanta. Gli Ashanti offrirono 30 000 uomini ma il progetto venne rifiutato per l'eccessiva predominanza che l'impero ashanti avrebbe assunto nella lotta, si preferì dunque rivolgersi alle popolazioni degli Enimir, degli Axim e dei Sekondi che disponevano di forze più contenute. Il 30 giugno 1838, le forze di Verveer, rifornite da altri 2000 soldati provenienti da Elmina, si portarono ad Ahanta.
I messaggeri di Badu Bonsu avevano nel frattempo implorato una soluzione pacifica al conflitto ed offrirono 5,6 kg d'oro puro perché Badu Bonsu ottenesse il perdono. Gran parte degli Ahanta, del resto, per quanto non implicati direttamente nell'alterco, si erano già sottomessi agli olandesi e la campagna, che perdurò per un mese, diede perlopiù la caccia ai ribelli e distrusse alcuni centri abitati come Busua e Takoradi.
Badu Bonsu II venne rilasciato prima che la spedizione raggiungesse il regno di Ahanta, riscattato da uno dei suoi fedelissimi dietro il pagamento della somma di 283 grammi d'oro fino. Sottoposto alla corte marziale, comunque, venne condannato a morte il 25 luglio 1838. Venne pubblicamente impiccato nel luogo ove anche Maassen e Cremer erano stati uccisi. Secondo Douchez, la testa Badu Bonsu venne poi rimossa dal corpo dall'ufficiale medico di Elmina per conto di Schillet e preservata come curiosità.
Cinque altri membri della ribellione vennero successivamente uccisi ad Elmina il 20 agosto 1838. Tredici altri vennero condannato all'esilio nelle Indie orientali olandesi, dove lavorarono forzatamente nelle piantagioni di caffè del governo olandese presso Nusa Kambangan. Un ultimo gruppo di trentasei ribelli vennero costretti a lavorare nelle piantagioni di caffè e cotone ad Elmina. Il governatore Hendrik Bosch garantì invece l'amnistia al resto dei guerriglieri ahanta non appena installato l'8 agosto 1838.

### Il ruolo di Pieter Bartels
Sia Tengbergen sia Douchez riportano il ruolo avuto nella rivolta da un euro-africano di nome Pieter Bartels, il quale fu il principale istigatore del conflitto. Secondo i testimoni, fu Bartels che, dopo lo sparo di Maassen a Butre, urlò "Codardi! Voi siete venti volte più forti di un bianco! Sparategli!" Bartels venne ad ogni modo esiliato nelle Indie orientali per il suo coinvolgimento nella guerra.
Secondo Douchez, fu un desiderio di vendetta personale che guidò Bartels nelle sue azioni. Pieter Bartels, figlio del governatore Cornelius Ludewich Bartels e di una donna africana nonché fratellastro del ricco e influente commerciante mulatto Carel Hendrik Bartels, aveva inizialmente avviato una promettente carriera nell'amministrazione statale della Costa d'Oro olandese. In quanto conoscitore nativo della lingua fante, dell'olandese e dell'inglese, la sua posizione come mediatore era risultata molto utile all'amministrazione, e per questo nel 1834 egli era stato nominato comandante di Fort Batenstein a Butre. Le cose iniziarono a peggiorare quando, il 3 marzo 1836, George Maassen (la medesima persona che venne poi uccisa a Butre) e Hendrik Tonneboeijer (che poi divenne governatore ad interim) iniziarono a lamentarsi con l'allora governatore Christiaan Lans del comportamento di Bartels nei loro confronti. Secondo Douchez, il conflitto tra i tre si originò da un confronto a pugni (condito dall'uso di alcool) tra Tonneboeijer e Bartels a Shama, vinto da Bartels. Secondo Douchez, Tonneboeijer fu particolarmente arrabbiato dell'aver perso lo scontro con un mulatto. Incapace di calmare Tonneboeijer, Bartels lo pose nella prigione del Fort San Sebastian, di cui Bartels era comandante all'epoca. Il governatore Lans prese le parti di Tonneboeijer nel conflitto e pertanto vide l'azione di Bartels come un abuso di potere. Bartels venne privato della propria carica pur con tutti gli onori l'11 giugno 1836 ed iniziò l'attività di commerciante nel regno di Ahanta.

## Conseguenze
Riprendendo quanto previsto dal Trattato di Butre del 1656, gli olandesi e gli ahanta sottoscrissero il rinnovo del contratto e in più Anthony van der Eb, il nuovo comandante di Fort Batenstein, venne nominato vice governatore del protettorato di Ahanta. Pieter Bartels rimase in esilio nelle Indie orientali olandesi dove morì a Semarang nel 1847.
La testa di re Badu Bonsu II venne ritrovata presso il Leiden University Medical Center (LUMC) nei Paesi Bassi dallo scrittore Arthur Japin, il quale nel 1997 si era interessato al caso nel suo romanzo De zwarte met het witte hart. Japin ritrovò la testa nel 2005, conservata in formaldeide. Nel marzo del 2009, gli ufficiali governativi olandesi annunciarono che la testa sarebbe stata riportata nel paese d'origine del sovrano per una sepoltura onorevole,, promessa mantenuta il 23 luglio 2009, dopo una cerimonia che si tenne a Le Hague.